# 西姆斯查普爾 (阿拉巴馬州)
西姆斯查普爾（英語：Sims Chapel）是位於美國阿拉巴馬州華盛頓縣的一個非建制地區和人口普查指定地區。根據2010年美國人口普查，該地人口為153人，而該地的面積約為14.85平方千米。

## 地理
西姆斯查普爾的座標為31°13′11″N 88°08′55″W / 31.21972°N 88.14861°W，而該地最高點為海拔高度26米（即85英尺）。